# Не Шичэн
Не Шичэн (кит. упр. 聂士成, пиньинь Niè Shìchéng, уэйд-джайлз Nieh Shih-ch’eng); второе имя Гунтин (кит. упр. 功亭, пиньинь Gōngtíng; 1836 — 9 июля 1900) — генерал-патриот китайского происхождения периода Цин. Происхождение Не Шичэна не освещено в доступных источниках. Указывается лишь, что он был уроженцем уезда Хэфэй (合肥) провинции Аньхуй (安徽). По некоторым данным, в начале 1850-х годов он успел сдать уездные экзамены на занятие чиновной должности, но в связи с Тайпинским восстанием был вынужден отказаться от чиновной карьеры и стать военным. По другим данным утверждается, что он происходил из семьи потомственных военных. В любом случае ни один из источников не приписывает Не Шичэну происхождение из крестьян.

## Военная карьера
Карьеру военного Не Шичэн начал в конце 1850-х годов: известно, что время подавления восстания тайпинов он воевал на стороне Цинов — сначала в войсках Юань Цзясаня (袁甲三, 1806 — 8 августа 1863, дядя Юань Шикая), где получил свой первый офицерский чин — бацзун (поручик), затем — в войсках Лю Миньчжуаня, неоднократно повышался по службе за храбрость и инициативу. Так, после разгрома восточной группировки повстанцев-няньцзюней он получил звание цзунбин (генерал) и почетный титул Лиюн-батур.

### Франко-китайская война
29.01.1885 года, во время франко-китайской войны, Не Шичэн был направлен с подкреплением из 870 солдат армии Лю Миньчжуаня на Тайвань, где принял участие в боях с французскими войсками. Опыт сражений против европейской армии впоследствии пригодился Не Шичэну для обучения войск, находившихся под его командованием. После окончания войны с Францией Не Шичэн был переведен в Люйшунькоу, где командовал гарнизоном вновь строящейся базы Бэйянского флота. Во время службы в Люйшунькоу Не Шичэн тесно общался с европейскими военными специалистами и многое у них перенял.
Стараниями Не Шичэна база Люйшунь содержалась в образцовом порядке, за что он был поощрен во время первого императорского военно-морского смотра, имевшего место в 1891 году, и был назначен командовать Лутайскими охранными войсками, расквартированными в районе Тяньцзиня.
В том же 1891 г. Не Шичэн, а также ряд других известных цинских военачальников — участников подавления крестьянской войны тайпинов и няньцзюней — Цзо Баогуй, Е Чжичао и другие, приняли участие в разгроме восстания даосских сектантов в непосредственной близости от летней ставки цинского императора — Жэхэ. Сам Не Шичэн отличился особо — в ноябре 1891 г. при штурме города Чаоян он захватил и обезглавил одного из предводителей повстанцев. За эту операцию он был награждён желтой курмой, а титул его был изменен на Батурунгэ.
В 1892 г. был назначен на должность Тайюаньского чжэнь цзунбина (太原镇总兵), что соответствовало званию бригадного генерала в европейских армиях.
Поскольку цинская армия испытывала крайнюю нужду в офицерах, имеющих современное образование, Не Шичэн, имевший большой боевой опыт, а также некоторый опыт общения с европейскими военными, оказался одним из наиболее прогрессивных и перспективных китайских генералов. В связи с этим Ли Хунчжан доверял Не Шичэну проведение некоторых особо важных поручений.
В октябре 1893 года Не Шичэн в сопровождении группы курсантов Тяньцзиньского военного училища совершил инспекционную поездку по Маньчжурии, освидетельствовав границы с Россией и Кореей, и создав описание потенциального театра военных действий. Знакомство с Маньчжурией впоследствии пригодилось в ходе боев с японскими войсками.

### Первая японо-китайская война
В апреле 1894 года Не Шичэн был срочно отозван из командировки в Маньчжурию в связи с обострением обстановки в Корее. По приказу Ли Хунчжана он сформировал авангардный отряд из 800 отборных солдат Лутайских охранных войск и 9 июня 1894 года высадился в Корее, разместившись в районе уездного города Асан. Через несколько дней в Асан прибыли подкрепления под командованием тиду провинции Чжили Е Чжичао. Под руководством Не Шичэна были созданы укрепления вокруг города Асан, войска совершили несколько походов, доходя до Чонджу и Конджу. Корейские повстанцы предпочли не вступать в столкновения с войсками Не Шичэна и, выполняя постановление руководства движения тонхаков, временно приостановили боевые действия в южных районах провинции Кёнгидо и северных районах провинции Чхунчхондо. Одновременно в Инчхоне высаживались японские войска, избравшие местом своей главной ставки Ёнсан и занявшие ключевые позиции в Сеуле отрядами своих войск. К концу июля 1894 года численность японских войск в Корее, по оценкам Не Шичэна, достигала без малого 30 тысяч человек, в то время как в Асанской группировке китайских войск насчитывалось всего около 4000 солдат.
Строгий и требовательный, Не Шичэн добился хорошего контакта с местным населением. За счет регулярного снабжения и поддержания суровой дисциплины в войсках он сумел избежать грабежей и насилий над корейцами. Благодарные жители Асана воздвигли памятную стелу в честь Не Шичэна. В городе Чонджу, сильно пострадавшем от боев между корейскими правительственными войсками и повстанцами, Не Шичэн организовал раздачу материальной помощи местному населению из расчета 2 серебряных юаня на пострадавшую семью. Всего помощь была оказана более чем 900 семьям.
27 июля 1894 года, после получения сведений о начале японцами боевых действий на море, Не Шичэн, осознавая неравенство сил, предложил Е Чжичао, как старшему по званию, отвести основную часть войск на Конджу, чтобы не оказаться запертыми в Асане и приготовиться к обороне. Е Чжичао согласился с предложением Не Шичэна. В случае неудачного сражения было решено отступать к Пхеньяну кружным путём. Для обеспечения отвода основных сил Не Шичэн занял своим отрядом станцию Сонхван, где приготовился дать арьергардный бой, используя рельеф местности. Отряд, занявший станцию Сонхван, насчитывал менее 2000 солдат и офицеров при 8 орудиях. Им противостояло не менее 4500 японских солдат и офицеров, имевшим артиллерию и сапёрные части.
В ночь на 29 июля 1894 года 9-я смешанная бригада генерала Осимы Ёсимасы атаковала позиции войск Не Шичэна. Бой продолжался около 6 часов. В ходе боя китайские войска, удачно используя рельеф местности, нанесли серьёзные потери атакующим и, израсходовав боеприпасы, отступили в сторону Конджу, на соединение с основными силами Асанской группировки. Оставшиеся без снарядов орудия были брошены на позициях. В ходе боя китайская сторона потеряла около 100 человек убитыми и ранеными, японцы понесли гораздо большие потери — по оценке Не Шичэна, у генерала Осимы было около 1000 убитых и раненых. Понёсший тяжелые потери генерал Осима не решился преследовать отступающих и вернулся в Сеул.
На совещании с Е Чжичао было принято решение Конджу не защищать, обойти стороной Сеул и, избегая столкновений с крупными частями японских войск, идти к Пхеньяну, куда из Китая были направлены «4 великих армии», призванные уравнять силы Китая и Японии в Корее. Марш по оккупированной японцами стране продолжался около месяца. Отряды Не Шичэна и Е Чжичао двигались по раздельности, раненые находились с Не Шичэном. Пользуясь хорошими отношениями, сложившимися с местным населением, Не Шичэн получал от корейцев информацию о передвижениях японских войск, покупал продовольствие, а когда транспортировка раненых оказалась критичной для отряда, разместил их у корейцев, заручившись согласием местных властей и субсидировав лечение и питание раненых китайских солдат и офицеров за счет казённых средств.
В конце августа 1894 года Не Шичэн соединился с «четырьмя великими армиями», 2 августа 1894 года вступившими в Пхеньян. Оценив обстановку, он потребовал у получившего назначение на пост главнокомандующего Пхеньянской группировкой Е Чжичао разрешение на набор подкреплений в Тяньцзине и 3 сентября 1894 г. срочно выехал из Пхеньяна в Китай. По дороге Не Шичэн засвидетельствовал опустошения, учинённые солдатами «четырёх великих армий» во время марша от китайской границы к Пхеньяну. Однако 11 сентября 1894 года он получил приказ правительства, запрещающий генералам, имевшим опыт боевых действий, покидать действующую армию, и поспешил вернуться в Пхеньян. Однако он опоздал на сутки к моменту столкновения китайских и японских войск у Пхеньяна и не принял участия в этой битве, фактически решившей исход войны на суше.
На военном совете Не Шичэн предложил занять удобные позиции у Анджу и дать повторный бой японцам, однако Е Чжичао предпочёл отвести войска на китайскую территорию. Цинские войска были растянуты кордоном по китайскому берегу реки Ялу. Не Шичэн был направлен на участок обороны в районе горы Хуэршань. Как выяснилось впоследствии, основной удар японское командование планировало нанести именно в этом месте. В результате ожесточённого боя 24 октября 1894 года, продолжавшегося около 4 часов и сопровождавшегося большими потерями с обеих сторон, части Не Шичэна, не получившие подкрепления, зарыли 2 орудия и прорвались из окружения. Назначенный командующим армией вместо смещенного Е Чжичао генерал Сун Цин отвёл основную часть войск в сторону Фэнхуанчэна, а затем и дальше на юго-запад, потеряв соприкосновение с остатками войск Не Шичэна.
Не Шичэн занял позиции в районе перевала Ляньшаньгуань, блокируя дорогу, ведущую на Мукден, в то время как Сун Цин разместил свои войска в районе Гайпин-Хайчэн, контролируя путь на Пекин и защищая Ляодун с его базами в Даляне и Люйшунькоу от удара японских армий со стороны суши. На помощь Не Шичэну выдвинулись лишь немногочисленные войска армии Шэнцзы, сменившие потрепанные Лутайские охранные части на рубеже Ляньшаньгуань. За упорное сопротивление японцам 23 ноября 1894 года Не Шичэн был пожалован высоким чином тиду провинции Чжили.
Однако сменившие войска Не Шичэна части Шэнцзы были выбиты из Ляньшаньгуани японскими войсками Томиоки Сандзо. Не Шичэн был вынужден вновь ввести в бой свои войска и в течение 10 дней, искусно маневрируя своими немногочисленными частями, сумел остановить японцев в районе Ляньшаньгуань, после чего, перегруппировав войска, нанес им сильное поражение, атаковав позиции врага ночью, во время сильной метели. Томиока Сандзо был убит в бою. Остатки японских войск бежали в район хребта Фэньшуйлин, но были сбиты войсками Не Шичэна и поддержавшими их частями армии Шэнцзы.
В результате инициативных действий Не Шичэна линия фронта на Мукденском направлении была до конца войны стабилизирована в районе города Фэнхуанчэн, превращённого японцами в тыловую базу своих войск. Лишь нехватка сил не позволила Не Шичэну завершить успешно разворачивавшееся наступление захватом Фэнхуанчэна и нарушением сообщения между японскими войсками в Китае и Корее по суше.
12 февраля 1895 года, в связи с критическим положением, сложившемся на Пекинском направлении, Не Шичэн был снят с фронта и во главе Лутайских войск переброшен для защиты Шаньхайгуаня. После отвода к Шаньхайгуаню его войска были заменены частями Сянской армии и до самого конца войны более не принимали участия в боевых действиях.
После окончания войны Не Шичэн командовал войсками провинции Чжили, лично возглавляя корпус Уи, вошедший в состав формировавшейся с 1898 года Бэйянской армии. С 1896 года в корпусе Уи действовал русский военный инструктор полковник Воронов, с которым у Не Шичэна сложились дружеские отношения. При обучении войск Не Шичэн учитывал уроки японо-китайской войны, а также ориентировался на русский и немецкий военные уставы.

### Восстание ихэтуаней
В целом, Не Шичэн не отличался стремлением к участию в политических интригах, однако по своим взглядам он был консерватором. В ходе так называемых «100 дней реформ» Не Шичэн выступил на стороне императрицы Цыси и принял участие в преследовании бежавшего на японском корабле «Того» Лян Цичао.
В ходе подавления Боксёрского восстания (1898—1901) Не Шичэн оказался в двусмысленном положении. С одной стороны, командуя корпусом Уи, он охранял интересы династии и решительно преследовал мятежников, нанося им существенные потери, за что получил выговор от антииностранной группировки в правительстве империи Цин (Гань И и др.). С другой стороны, он, как патриот своей страны, не мог смириться с агрессией восьми держав и, будучи направлен для охраны Тяньцзиня от нападений мятежников-ихэтуаней, был вынужден войти с ними в соглашение и подвергнуть Тяньцзинь осаде.
Однако методы повстанцев вызывали у него отвращение и полного взаимопонимания между Не Шичэном и ихэтуанями достичь не удалось. В ходе конфликта с руководителями повстанцев Не Шичэн настоял на том, чтобы ихэтуани перестали истреблять китайских христиан и пошли на штурм Тяньцзиня, оборонявшегося иностранными (преимущественно русскими) войсками. Когда же ихэтуани не смогли выполнить поставленную задачу, Не Шичэн приказал своим солдатам открыть огонь по мятежникам, что вынудило повстанцев отойти от Тяньцзиня. С этого момента и до самого конца сражения за Тяньцзинь всю тяжесть боев вынес на себе корпус Уи.
Когда из захваченного союзниками Дагу к городу подошли деблокирующие войска союзников под командованием генерала Анатолия Стесселя, Не Шичэн находился в районе Балитай, руководя боем. 9 июля 1900 года в ходе боя у Балитай сложилась критическая для китайских войск обстановка, и Не Шичэн лично возглавил контратаку своих войск, заставив солдат прекратить отступление. Однако контратака была сорвана в самом начале — осколок снаряда, разорвавшегося рядом с генералом, попал ему в живот и Не Шичэн скончался на месте. Оставшись без руководства, части корпуса Уи постепенно отступили от Тяньцзиня.

## Память
После подавления Боксёрского восстания и стабилизации положения в стране Цыси повелела увековечить память героя. По её приказу Не Шичэну был присвоен посмертный титул Чжунцзе , должность тайцзы шаобао, а на его родине построен поминальный храм, надпись на воротах которого была исполнена Юань Шикаем. В 1905 году в Тяньцзине установили мемориальную стелу в честь Не Шичэна.
В наши дни в КНР чтят память генерала-патриота. В Тяньцзине поставлен памятник Не Шичэну, запечатлевший его в момент, когда он, верхом на коне, поднимает солдат в атаку. Кроме того, в его честь назван один из мостов города. В 1956 и 2007 годах китайские книгоиздатели опубликовали дневники генерала, сохраненные его адъютантом Ли Баосэнем, посвященные событиям 1893—1895 годов.